# Торговий будинок Пащенка-Тряпкіна
Торговий будинок Пащенка-Тряпкіна (Пасаж Пащенка-Тряпкіна) — втрачена торгово-громадська споруда в центрі Харкова, збудована у 1875 році за ініціативою купця і мецената Василя Івановича Пащенка-Тряпкіна. У «Великому корпусі» торгового будинку на Купецькому узвозі (нині Соборний узвіз) розміщувався перший у Харкові пасаж. Торговий будинок Пащенка-Тряпкіна, який обмежувався ділянкою вулиця Клочківська — Покровський монастир — вулиця Університетська — Купецький узвіз, був однією з наймасштабніших і найвідоміших комерційних будівель міста другої половини XIX століття. Зруйнована під час Другої світової війни.

## Історія
Будівництво комплексу почалося у 1850-х роках, коли харківський купець Василь Пащенко (згодом Пащенко-Тряпкін) почав скуповувати земельні ділянки між сучасними вулицями Університетською, Клочківською та Купецьким узвозом. Власність перейшла до нього від кількох харківських купецьких родин, включаючи Карпових, Павловських і Расторгуєвих. Початкову забудову частково реконструйовано, частково знесено, а на її місці споруджено нові корпуси. Проєктуванням і наглядом за будівництвом займався військовий інженер Іван Федорович Колодяжний. Роботи велися раціонально і без надмірного декору, зосереджуючись на функціональності та довговічності споруд.

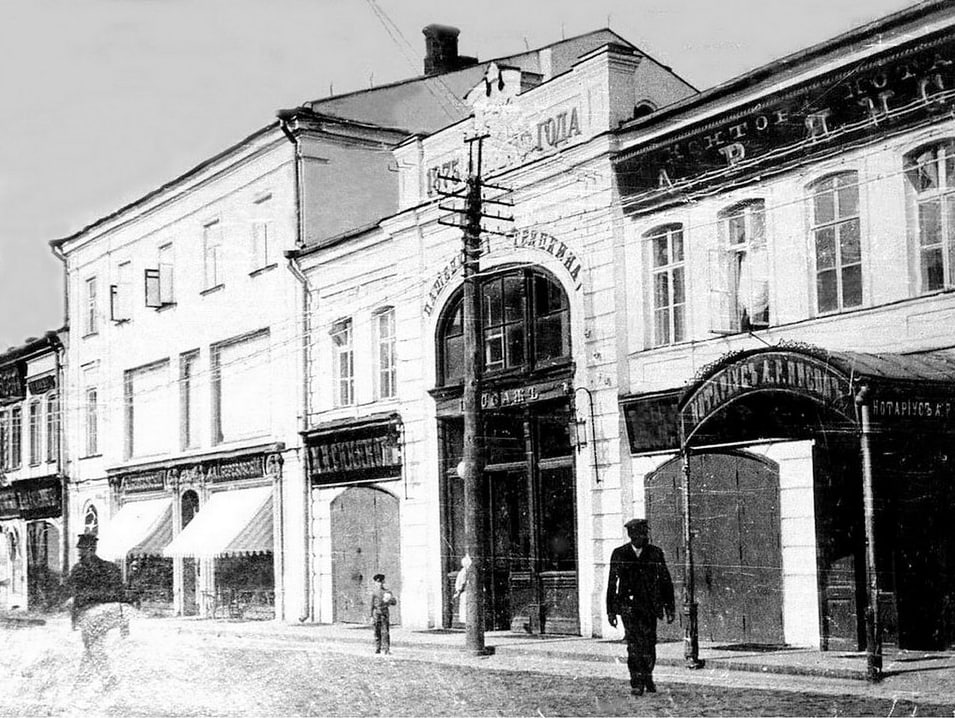
Вхід у пасаж з боку Університетської

У 1870-х роках Пащенко-Тряпкін ініціював зведення пасажу — критої торгової галереї з магазинами, яка проходила через квартал. Архітектурний проєкт виконав Дмитро Черненко. Пасаж складався з двох ділянок, з'єднаних під прямим кутом. Один з входів вів з Університетської вулиці, інший — через місток, перекинутий над Купецьким узвозом, з боку Університетської гірки. На першому поверсі «Великого корпусу», відповідно до ухилу рельєфу, розташовувалися магазини, крамниці та майстерні, на верхніх поверхах — готель, ресторан, єврейська молельня, мебльовані кімнати та квартири. За масштабами на момент завершення будівництва (близько 1858 року) комплекс був найбільшим в місті.
Комплекс мав висоту від двох до чотирьох поверхів. Пасаж, розташований у південно-східному куті корпусу, вирізнявся заскленим дахом, що створював сприятливі умови для торгівлі незалежно від пори року. Подібні споруди мали популярність в Європі XIX століття як альтернатива традиційним Гостинним дворам. Архітектурне рішення поєднувало практичність із модерними на той час інженерними елементами, такими як міст над вулицею, що поєднував різні рівні забудови.
Після смерті Пащенка-Тряпкіна у 1894 році вся його нерухомість, зокрема й «Великий корпус» з пасажем, була заповідана ним місту Харкову. Це рішення суттєво вплинуло на розвиток міської інфраструктури: доходи з нерухомості дозволили фінансувати електрифікацію, будівництво трамвайної мережі, каналізацію та інші об'єкти.

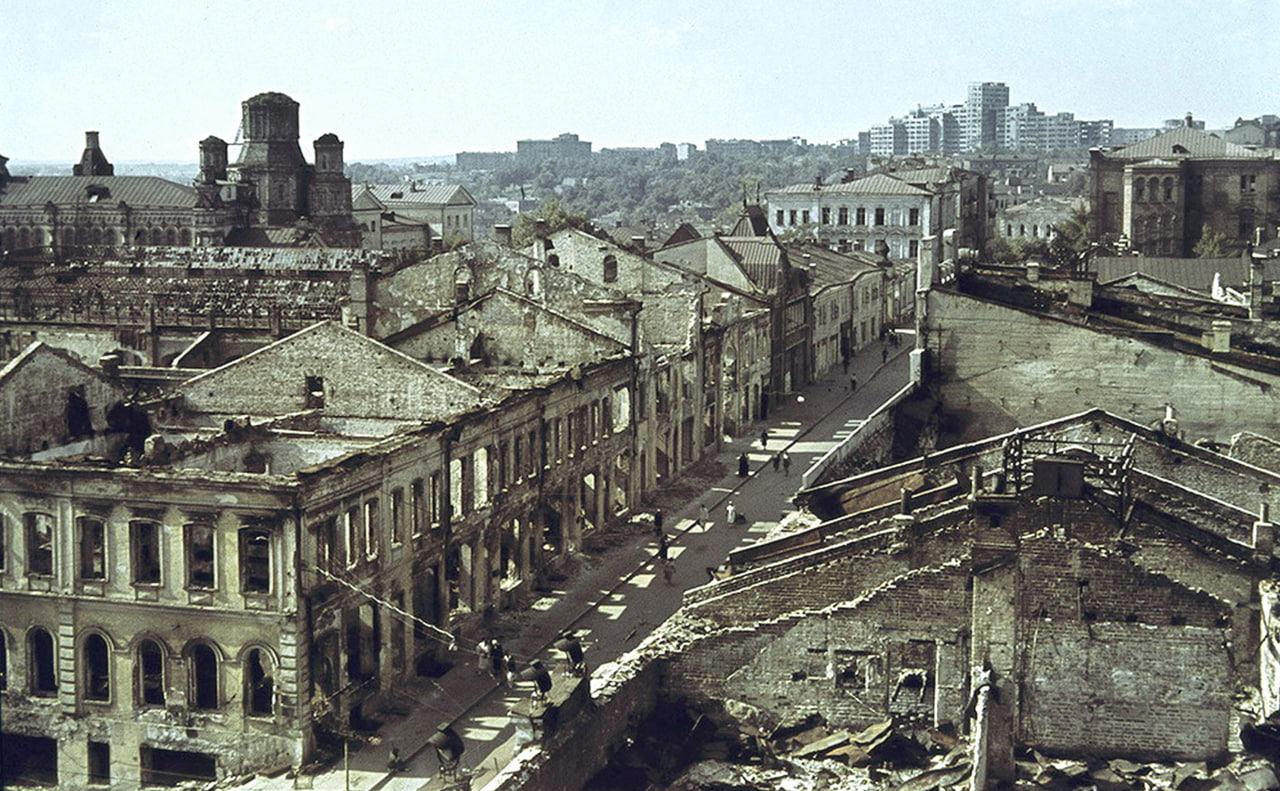
Зруйнований торговий будинок Пащенка-Тряпкіна (ліворуч). За ним — Покровський собор. Праворуч — руїни Гостинного двору

Пасаж функціонував аж до початку Другої світової війни, залишаючись важливою комерційною точкою навіть у період радянської окупації. У жовтні 1941 року під час бойових дій та підпалів під час відступу радянської армії у центрі Харкова комплекс частково зруйнований. Руїни остаточно розібрали в післявоєнні роки в межах реалізації нового генерального плану міста. На місці знищеної забудови влаштовано терасний сквер із каскадним фонтаном. Це стало частиною міської програми зі створення відкритих панорам і рекреаційних зон у центрі Харкова.
На місці колишнього «Великого корпусу» нині розташований сквер, з якого відкривається вид на стару частину міста. Комплекс Пащенка-Тряпкіна згадується як одна з визначних втрачених архітектурних пам'яток Харкова. Пам'ять про мецената збережено також у назві міських топонімічних об'єктів. 1895 ім'ям мільйонера Пащенка-Тряпкіна було названо Купецький узвіз. У радянський період в рамках масштабного перейменування харківських вулиць, узвіз перейменовано на честь Степана Миколайовича Халтуріна, російського терориста, який здійснив терористичний акт в Зимовому палаці у 1880 році, вбивши 11 людей. 2009 року за ініціативою Української православної церкви Московського патріархату узвозу надано назву Соборного. Ім'я Пащенка-Тряпкіна все ж було відображене на мапі міста. Вулиця, поруч з якою він володів хімічним заводом, зберегла назву Пащенківська. 1895 року підіймалося питання про встановлення пам'ятника Пащенку-Тряпкінові. Проєкт виконаний архітектором Михайлом Іродіоновичем Дашкевичем, але так і не був реалізований.
На вулиці Конторській, 12 зберігся прибутковий будинок Пащенка-Тряпкіна, збудований у 1873 році за проєктом невідомого архітектора.
Однією з найцікавіших інженерних особливостей Пасажу Пащенка-Тряпкіна був пішохідний міст, збудований у 1877 році. Міст з'єднував вхід до пасажу, розташований на рівні третього поверху будівлі, з алеєю Університетської гірки (в районі сучасного оглядового майданчика в сквері Вічний Вогонь), що була популярним місцем прогулянок мешканців Харкова. Конструктивно міст слугував важливою ланкою у складній конфігурації торгового комплексу, дозволяючи зручно долати значний перепад висот між Купецьким узвозм і вулицею Університетською, а також забезпечував додатковий доступ до пасажу з боку центру міста. Його поява не тільки підвищила популярність самого пасажу, але й стала однією з візуальних «візитівок» старого Харкова. Місток був місцем, де робили відомі харківські знімки для поштівок, зокрема з краєвидом на Благовіщенський собор. У роки Другої світової війни міст вцілів. Під час знесення старих будівель він переміщений у сад Шевченка й отримав неофіційну назву «Люсин мостик». У 2016—2019 році за ініціативи мера Харкова Геннадія Кернеса проводилася реконструкція саду. Тоді міст зник, а на його місці з'явився новий, що навіть не нагадує оригінальний. До цього з'являлися петиції за внесення містка до переліку пам'яток архітектури.

## Галерея

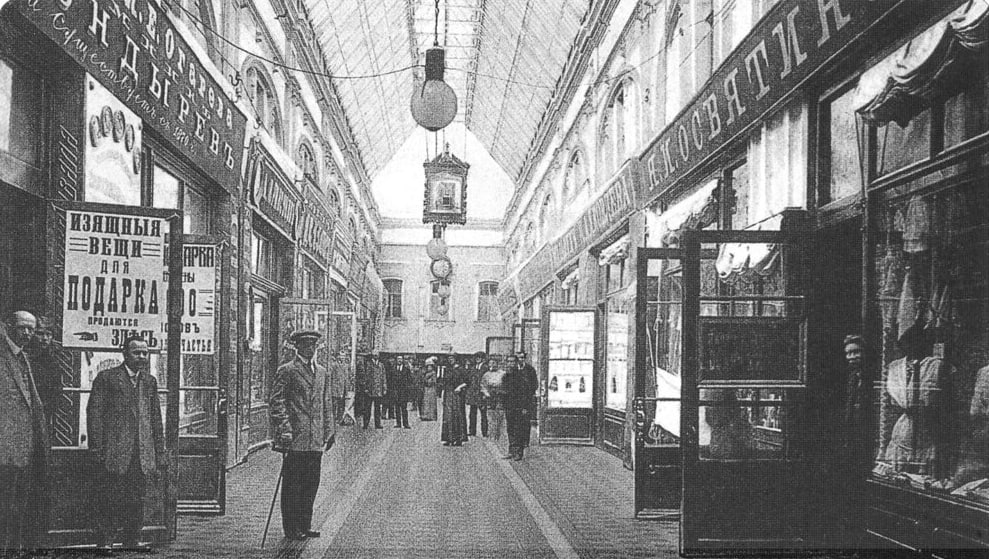
Пасаж Пащенка-Тряпкіна з магазинами, світловим ліхтарем замість даху. На підлозі також можна помітити плитку заводу Берґенгейма
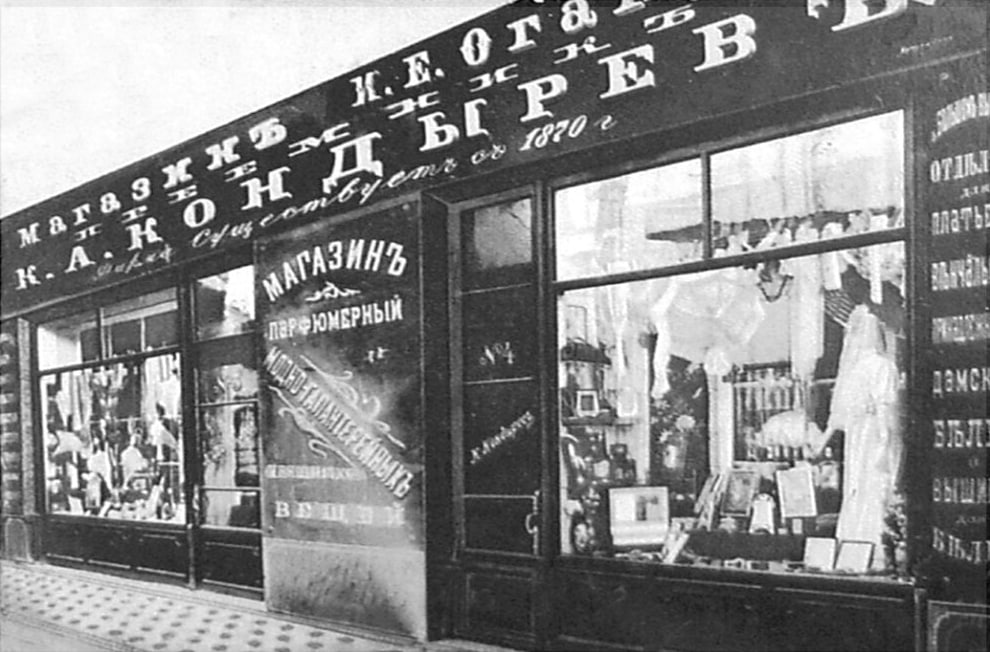
Парфумерний магазин у пасажі
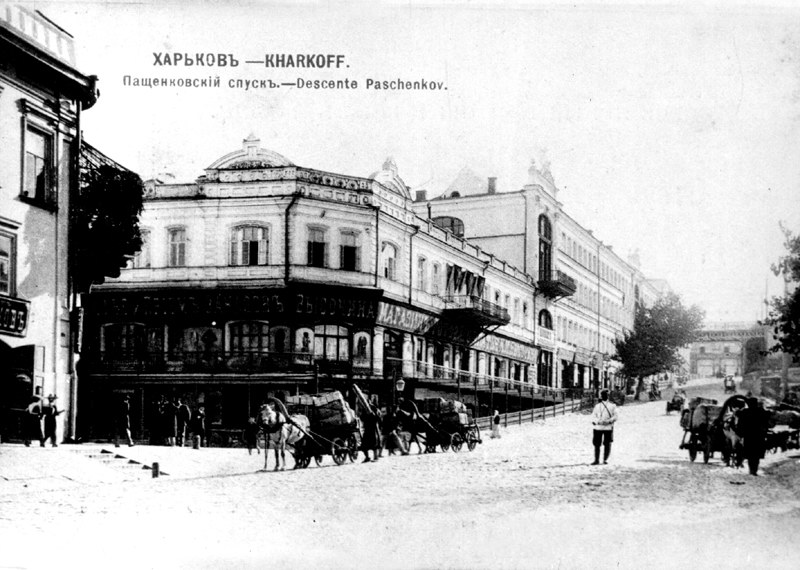
Пасаж з боку Купецького мосту
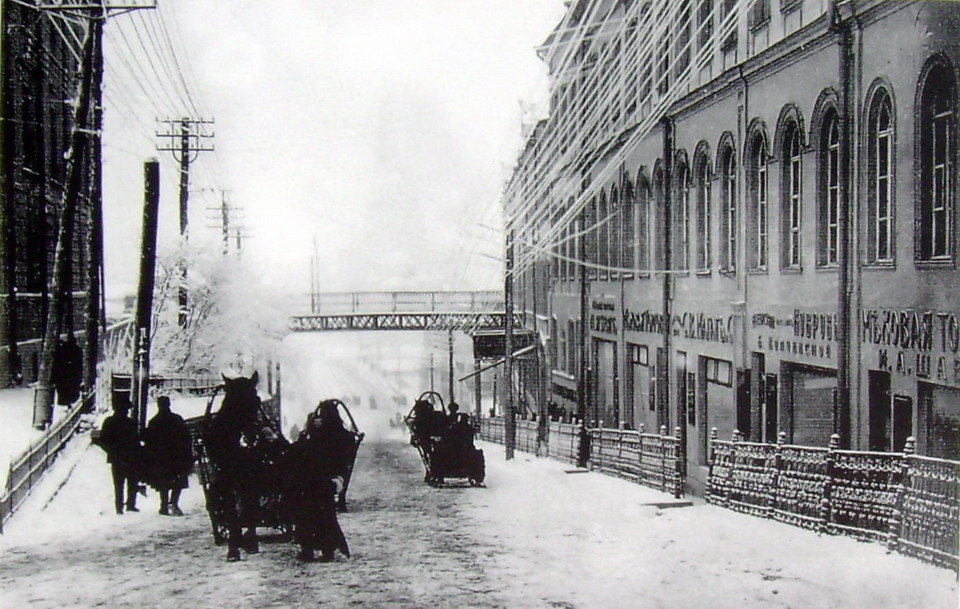
Купецький узвіз. Праворуч — торговий будинок, а в далині — місток
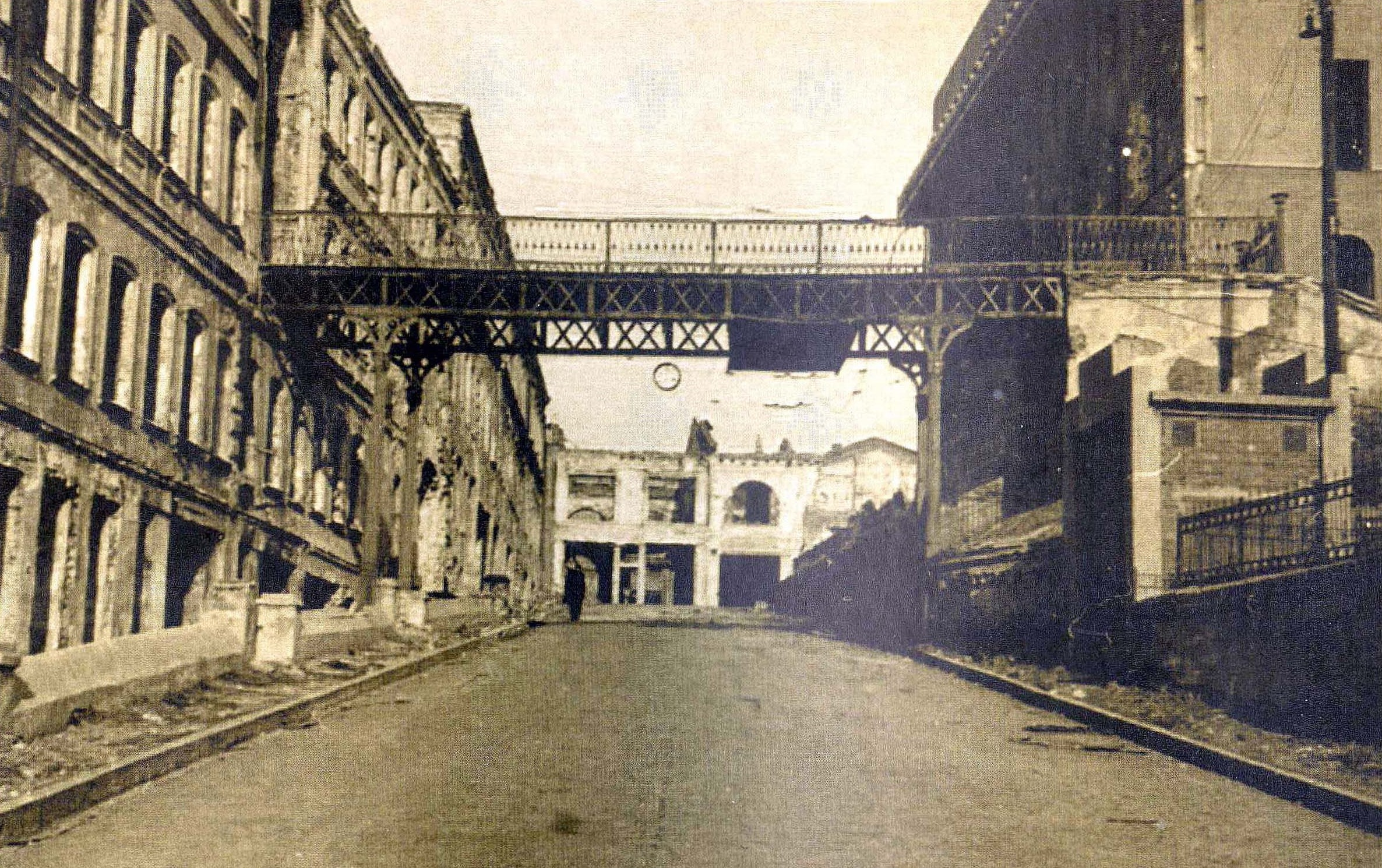
Місток між пасажем Пащенка-Тряпкіна й Університетською гіркою. 1941 рік